# Nicolaas Liemaker

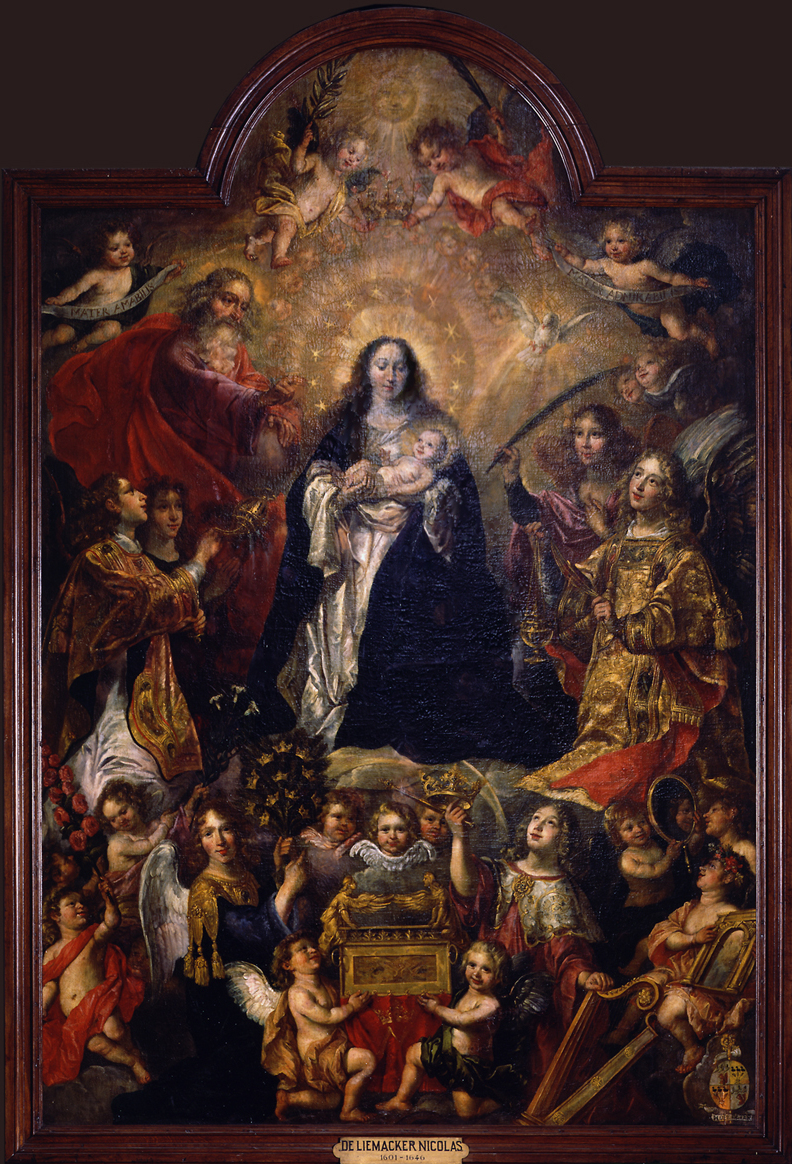
La glorificación de la Virgen, Oudenaarde, iglesia de Santa Walburga.

Nicolaas Liemaker, llamado Roose (Gante 1601 – 1646) fue un pintor barroco flamenco, dedicado principalmente a los asuntos religiosos y los grandes cuadros de altar.
Registrado como maestro independiente en Gante en 1625, se manifiesta en sus primeras obras conocidas (Diógenes y Alejandro, 1630, Museo de Gante) como un pintor caravaggista en la línea de otros maestros de Gante como Melchior de la Mars o Antoon van den Heuvel, con su combinación de claroscuro y atención a los detalles. A partir de alrededor de 1635, el estudio de la pintura de Gaspar de Crayer y de Rubens, principalmente a través de las obras conservadas en la propia Gante, como la Conversión de san Bavón, entonces en la catedral, se tradujo en la pintura de Liemaker en un mayor movimiento y monumentalidad que toma modelos y tipos también del manierismo del siglo anterior. Así compondrá algunas de sus composiciones más características y creará prototipos muy apreciadas por la clientela eclesiástica de Gante y su entorno, que le demandará réplicas y variantes del motivo de la Virgen en Gloria o de la Coronación de la Virgen, así la Coronación del museo de Bellas Artes de Gante (1636), procedente del convento de Groenenbriel, o la glorificaciones de la catedral de San Bavón de Gante y de la iglesia de Santa Walburga de Oudenaarde.